# Harold and Maude
Harold and Maude is een Amerikaanse filmkomedie uit 1971 onder regie van Hal Ashby. De film deed het erg slecht in de bioscopen, maar is later met de komst van de video uitgegroeid tot een cultfilm.

## Verhaal
Harold is een 19-jarige jongen die bij zijn manipulatieve moeder in huis woont. Hij houdt zich bezig met zijn eigen dood in scène zetten en het bezoeken van rouwdiensten. Tijdens een van deze diensten ontmoet Harold de 79-jarige Maude. Ook al houdt hij eerst een beetje afstand van haar, worden ze op een gegeven moment goede vrienden. Terwijl Harolds moeder hem op verschillende manieren het huis uit probeert te krijgen — eerst door hem naar het leger te sturen en daarna te koppelen aan verschillende meisjes — gaat de relatie tussen Harold en Maude almaar verder openbloeien. Op de avond dat Maude tachtig wordt, besluit Harold haar ten huwelijk te vragen, maar net voor zijn ultieme huwelijksaanzoek vertelt Maude glimlachend dat ze pillen heeft genomen en dat ze met haar hele lichaam, geest en zijn rond middernacht uit het leven zal stappen.

## Rolverdeling
| Acteur           | Personage              |
| ---------------- | ---------------------- |
| Ruth Gordon      | Maude                  |
| Bud Cort         | Harold                 |
| Vivian Pickles   | Mevrouw Chasen         |
| Cyril Cusack     | Glaucus                |
| Charles Tyner    | Oom Victor             |
| Ellen Greer      | Sunshine Doré          |
| Eric Christmas   | Priester               |
| G. Wood          | Psychiater             |
| Judy Engles      | Candy Gulf             |
| Shari Summers    | Edith Phern            |
| Tom Skerritt     | Agent op de motorfiets |
| Susan Madigan    | Vriendin               |
| Ray K. Goman     | Politieagent           |
| Gordon De Vol    | Politieagent           |
| Harvey Brumfield | Politieagent           |